# Jerzy Szabatin
Jerzy Szabatin (ur. 29 maja 1942 w Kowlu) – polski elektronik, profesor nauk technicznych, nauczyciel akademicki specjalizujący się w teorii i przetwarzaniu sygnałów.

## Życiorys
Absolwent IV Liceum Ogólnokształcącego im. Adama Mickiewicza w Warszawie w 1959. W 1965 ukończył studia magisterskie na Wydziale Łączności Politechniki Warszawskiej, specjalizując się w elektronice i maszynach matematycznych, natomiast przez kolejne dwa lata odbywał studia na Wydziale Matematyki Uniwersytetu Warszawskiego. Doktoryzował się w 1972 na podstawie pracy pt. Macierzowe metody minimalizacji liczby stanów maszyn sekwencyjnych przygotowanej pod kierunkiem Czesława Rajskiego. Habilitację z elektroniki uzyskał w 1999, pisząc pracę pt. Odporne i silnie zgodne metody i algorytmy identyfikacji sygnałów. Tytuł naukowy profesora uzyskał w 2009.
Na Wydziale Elektroniki i Technik informacyjnych pracował od 1965, w tym od 2000 jako profesor nadzwyczajny. Wykładał szereg przedmiotów na Politechnice Warszawskiej, a także, w latach 1973–1976, na Wydziale Matematyki i Mechaniki Teoretycznej Uniwersytetu Warszawskiego. Odbywał staże naukowe w Akwizgranie (1982–1983) i Darmstadt (1990).

## Dorobek naukowy
Do początków lat 80 XX w. Jerzy Szabatin zajmował się w szczególności lingwistyką matematyczną i teorią automatów, jak również teorią informacji, teorią obwodów oraz niezawodnością układów cyfrowych. Prowadził także badania nad automatami stochastycznymi. Po 1983 głównym tematem jego badań stała się teoria sygnałów. Prof. inż. J. Szabatin prowadził badania z dziedziny radiolokacji, współpracując z Radwarem oraz Przemysłowym Instytutem Telekomunikacji. W latach 1990–94 odpowiadał także za współpracę Instytutu Systemów Elektronicznych Politechniki Warszawskiej z Instytutem Problemów Sterowania Rosyjskiej Akademii Nauk. Skupił się również na pracach w dziedzinie przetwarzania sygnałów.
Naukowiec stworzył dwie monografie – Zarys abstrakcyjnej teorii automatów skończonych oraz Podstawy teorii sygnałów, a także podręczniki akademickie m.in. Przetwarzanie sygnałów i Podstawy teorii obwodów (współautor). Ponadto publikował swoje prace na różnych konferencjach oraz w czasopismach, takich jak „IEEE Transactions on
Instrumentation and Measurement", „Wissenschaftliche Hefte TH Aachen”, „Awtomatika i Tielemiechanika”, „Radiotiechnika i elektronika” czy w Biuletynie Polskiej Akademii Nauk.